# Ressources en eau du Koweït

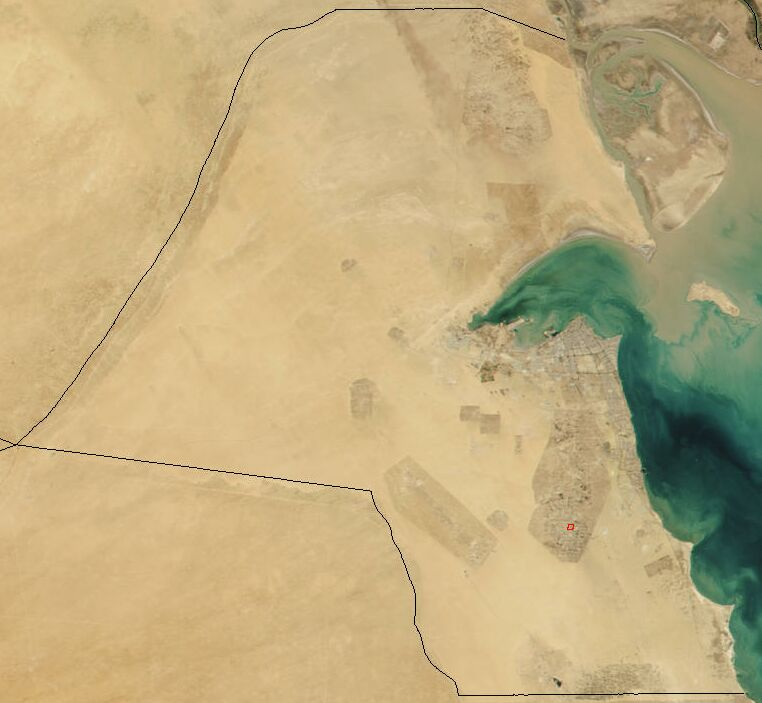
Une image satellite du Koweït rend bien compte de l’aridité du pays.

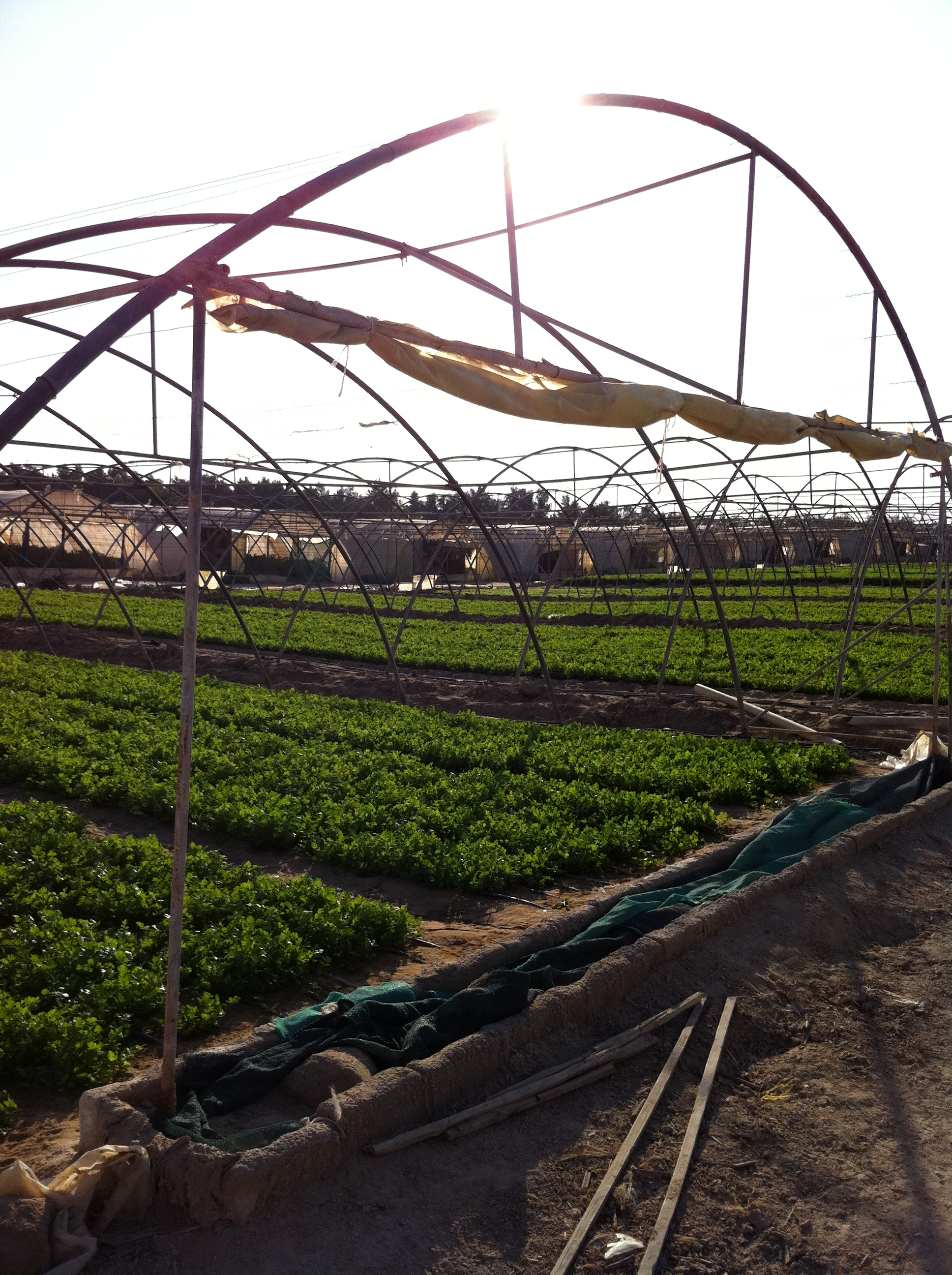
Ferme à Wafra

Au Koweït, les précipitations moyennes sont de 110 mm par an et les cours d'eau n'existent pas. Les ressources en eau douce du Koweït sont limitées aux eaux souterraines, à l'eau de mer dessalée et aux eaux usées traitées et recyclées. Le total des ressources en eau douce disponibles au Koweït est de 6 millions de m3/an alors que la demande totale en eau a dépassé 350 millions de m3/an en 2000.

## Ressource en eau
Au Koweït, la saison des pluies s'étend d'octobre à mai. Sur une superficie d'environ 100 km2, les précipitations annuelles sont inférieures à 100 mm, alors que dans le reste, elles varient entre 100 et 300 mm. Les précipitations annuelles moyennes à long terme pour l'ensemble du pays sont d'environ 121 mm. Assez récemment (2009), les précipitations ont varié entre 106 et 134 mm/an. Extrapolées à la taille du pays (1 782 000 ha), les précipitations apportent au pays selon la FAO 2,156 km3 d'eau par an
Le climat hyperaride qui prévaut au Koweït n'est pas favorable à l'existence de systèmes fluviaux dans le pays. Il n'y a pas de rivières ou de lacs permanents, mais de petits oueds se développent dans les dépressions peu profondes du terrain désertique. Le Koweït est le seul pays n'ayant aucune ressource en eau douce générée à l'intérieur du pays,, tant en eaux de surface qu'en eaux souterraines, ce qui signifie que 100 % des ressources en eaux renouvelables du pays proviennent des pays voisins.
Les ressources en eau renouvelables extérieures totales, qui consistent en les eaux souterraines entrant dans le pays sont de 0,02 km3.
Les ressources en eau renouvelables totales par habitant (3 892 000 habitants selon la FAO) s'établissent à 5,139 m3 par an.
Avec une consommation de 500 litres par personne par jour (soit 182,5 m3/personne/an), les Koweïtiens seraient par ailleurs les plus gros consommateurs d'eau au monde.

## Dessalement de l'eau
L'histoire du dessalement au Koweït remonte à 1951, date à laquelle la première usine de distillation a été mise en service. En 2001, la capacité de dessalement était de 1,65 million de m3/j, dont 1,47 million de m3/j fourni par distillation éclair multi-étage (Multi-stage flash distillation (en) – MSF) et 0,17 million de m3/j par osmose inverse.
Le Water and Power Project (IWPP) dans la région d'Az-Zour, est un projet en cinq phases visant à augmenter de manière significative d'ici 2025, d'une part la capacité de production d'électricité du Koweït (25 000 mégawatts, pour une capacité totale de 4 800 MW d’électricité) et d'autre part la capacité de dessalement du Koweït (environ 280 millions de gallons impériaux par jour d’eau dessalée soit environ 1,1 million de m3 d’eau dessalée par jour). Électricité et eau doivent faire l’objet d’un appel d’offres sur une période de quatre à six ans pour faire face à l’augmentation rapide prévue de la demande d’électricité (+ 7,6 % par an jusqu’en 2020) dans un contexte de croissance économique rapide. Engie et Sumitomo assureront l'exploitation et la maintenance de l'usine à parts égales. Une partie du projet (Az-Zour North Water Desalination Plant) est assumé par Veolia, avec une usine de dessalement d'une capacité de 136 000 m3 d’eau par jour, cette usine est qualifiée d'hybride, car elle associe deux procédés, thermique et membranaire : l'eau de mer est pompée sur le circuit de refroidissement de la centrale électrique voisine; l'eau qui l’alimente est donc chaude – jusqu'à 40 °C l'été –, ce qui réduit la consommation électrique nécessaire au fonctionnement du système d’osmose inverse.
Production en eau et en électricité:

## Recyclage des eaux usées
Le Koweït est équipé de 6 stations d'épuration. Les eaux usées municipales collectées s'établissaient en 2016 à 0,319 km3, hors desquelles 0,289 km3 ont été traitées. L'utilisation directe d'eaux usées municipales traitées pour l'irrigation s'établit à 0,275 km3.

## Utilisations de l'eau
La FAO renseigne des prélèvements répartis entre eaux souterraines (45 %), eau désalinisée (46 %) et eaux réutilisées (9 %). Avec la détérioration continue des ressources en eaux souterraines, près de 90 % de la demande en eau seraient actuellement satisfaite par des usines de dessalement d'eau de mer.
Pour la période 1998-2002, 54 % de l'eau prélevée a été utilisée pour l'agriculture, 44 % à des fins municipales et 2 % à des fins industrielles. En 2002, le prélèvement d'eau total était d'environ 0,913 2 km3, contre 0,538 km3 en 1993,.
La récupération des eaux usées s'établissant à 0,275 km3, le solde 0,638 2 km3 (À l'exclusion des 0,02 km3 d'eaux souterraines) a dû être assuré par les usines de dessalement.
Par secteur:
Agriculture
Établie pour la période 2013-2017, la surface cultivée était de 16 100 ha (0.9% de la superficie totale du pays), décomposables en 9 500 ha de terres arables et 6 600 ha de cultures permanentes. En 2012 la superficie équipée pour l'irrigation par l'utilisation directe d'eaux usées municipales traitées s'établissait à 9 000 ha (55 640 ha? en 2016). Les besoins en eau pour l'irrigation, c'est-à-dire la quantité d’eau, à l’exclusion des précipitations et de l’humidité du sol, requise pour la production normale d’une culture s’établissaient pour la période 2003-2007 à 0,119 km3. 0,492 km3 auraient été prélevés pour l'agriculture, 80% pour l'agriculture productive, 9% pour le verdissement des paysages et 11% pour l'arrosage des jardins, comprises certaines utilisations non-alimentaires au niveau des ménages.
Industrie pétrolière
Au-delà de ses usages agricoles et usage domestique, l’émirat consomme des grandes quantités d’eau pour faire fonctionner son industrie pétrolière.

## Château d'eau
Le Koweït s'enorgueillit de quelques châteaux d'eau remarquables réalisées par l'architecte suédois Sune Lindström.

## Autorités de l'eau
- Public Authority for Agricultural Affairs and Fish Resources (PAAFR)
- Ministry of Electricity and Water (MEW)
- Ministry of Public Works (MPW)
- Kuwait Institute for Scientific Research (KISR)
- Environmental Public Authority (EPA)
- Ministry of Health (MOH)